# بيتر جاكسون (لاعب كرة قدم بريطاني)
بيتر جاكسون (بالإنجليزية: Peter Jackson)‏ (6 أبريل 1961 في المملكة المتحدة - ) هو مدرب كرة قدم ولاعب كرة قدم بريطاني في مركز الدفاع. لعب مع برادفورد سيتي ونيوكاسل يونايتد وهدرسفيلد تاون ونادي تشستر سيتي ونادي هاليفاكس تاون وإف سي هاليفاكس تاون.

## وصلات خارجية
- بيتر جاكسون على موقع قاعدة بيانات كرة القدم.إي يو (الإنجليزية)
- بيتر جاكسون على موقع Soccerbase.com (لاعب) (الإنجليزية)
- بيتر جاكسون على موقع Soccerbase.com (مدرب) (الإنجليزية)